# Twin Peaks: The Missing Pieces
Twin Peaks: The Missing Pieces è un film costituito unicamente da scene tagliate provenienti dal film Fuoco cammina con me del 1992. 
Venne trasmesso al Vista Theater di Los Angeles il 16 luglio 2014 prima di essere inserito nel cofanetto Twin Peaks: The Entire Mystery in Blu-ray. È stato pubblicato anche nella Criterion Collection di Fire Walk with Me il 17 ottobre 2017.

## Contenuti

### Desmond's MO
Gli agenti Sam Stanley e Chester Desmond escono dall'obitorio dopo aver eseguito l'autopsia e discutono sul fatto che è già scesa la notte.

### Say Hello to Jack
Stanley e Desmond parlano con Jack, il proprietario di Hap's Diner, di Teresa Banks. Jack li indirizza da Irene, che era il supervisore di Teresa. Solo la parte finale della scena compare nel film Fuoco cammina con me.

### Good Morning Irene
Uscendo dal diner mentre il sole sorge, gli agenti dell'FBI augurano il buongiorno a Irene, la quale li ignora mentre sale sulla sua auto e si dirige a casa.

### This One's Coming from J. Edgar
Lo sceriffo Cable di Deer Meadow mostra la sua forza piegando una sbarra di ferro, poi intraprende una lotta con l'agente Desmond.

### Cooper and Diane
Cooper si trova sulla porta del suo ufficio e parla con Diane (non vista). Cooper afferma che Diane ha cambiato qualcosa nella stanza e, dopo averci pensato un attimo, le dice che ha spostato l'orologio di pochi centimetri dalla sua posizione originale. Cooper poi le chiede di preparare del caffè.

### Stanley's Apartment
Cooper parla all'agente Sam Stanley dopo la scomparsa dell'agente Desmond. Sam gli chiede informazioni circa la Rosa Blu portata da Lil, ma Cooper evita di rispondere. I due poi parlano della lettera trovata sotto l'unghia di Teresa Banks.

### Buenos Aires / Above the Convenience Store
Phillip Jeffries si trova nella hall dell'hotel Palm Deluxe a Buenos Aires. Il concierge gli dà una chiave, Jeffries gli chiede se c'è una signorina Judy nell'hotel e il concierge gli consegna una lettera che una ragazza gli ha lasciato affinché la consegnasse a lui.

### Laura's Party
Laura sgattaiola fuori di casa e si incontra con un camionista con il quale ha un rapporto sessuale.

### Distant Screams
La Signora Ceppo sente le grida di Laura e Ronette con tristezza, come da lei menzionato nell'episodio 5.